# Бурмов, Тодор
То́дор Стоя́нов Бурмо́в (болг. Тодор Стоянов Бурмов; 14 января 1834, село Нова Махала (ныне в области Габрово), Османская империя — 25 октября 1906, София) — деятель болгарского Национального Возрождения. Первый Председатель Совета Министров Болгарии.

## Биография
Окончил Киевские семинарию и Духовную академию; последнюю — со степенью магистра.
Учился в Московском университете, после чего, возвратившись на родину, сделался учителем в Габрове.
С 1860 года был в Константинополе членом греко-болгарской комиссии, образованной оттоманским правительством для поиска путей разрешения греко-болгарского церквоного конфликта
В 1863—1865 годы редактировал журнал «Съвѣтникъ», в 1865—1867 — «Врѣме», которые имели целью защищать православие и главенство Константинопольского Патриарха против притязаний католиков. Успеха его агитация не имела, потому что болгары тогда стремились к самостоятельной церкви.
Во время Русско-турецкой войны 1877—1878 годов состоял при князе Владимире Черкасском в отделении «Красного Креста»; потом был вице-губернатором в Пловдиве и Софии.
В июле 1879 года был назначен правителем автономной Болгарии князем Александром Баттенбергским Председателем Совета министров, министром внутренних дел и образования; вскоре, в октябре того же года, должен был оставить должность и устраниться от государственной деятельности.
В 1883 году был министром финансов в кабинете русских генералов (после отмены действия Тырновской Конституции с 27 апреля 1881 по 7 сентября 1883 года князь Александр был вынужден ставить во главе исполнительной власти русских офицеров, которых он назначал президентами неоднократно сменяемых им кабинетов); потом сошёл со сцены, сблизился с либералами-русофилами (партия Д. Цанкова).
Автор книги, посвящённой истории греко-болгарскому церковному расколу.